# Tallador de pizza

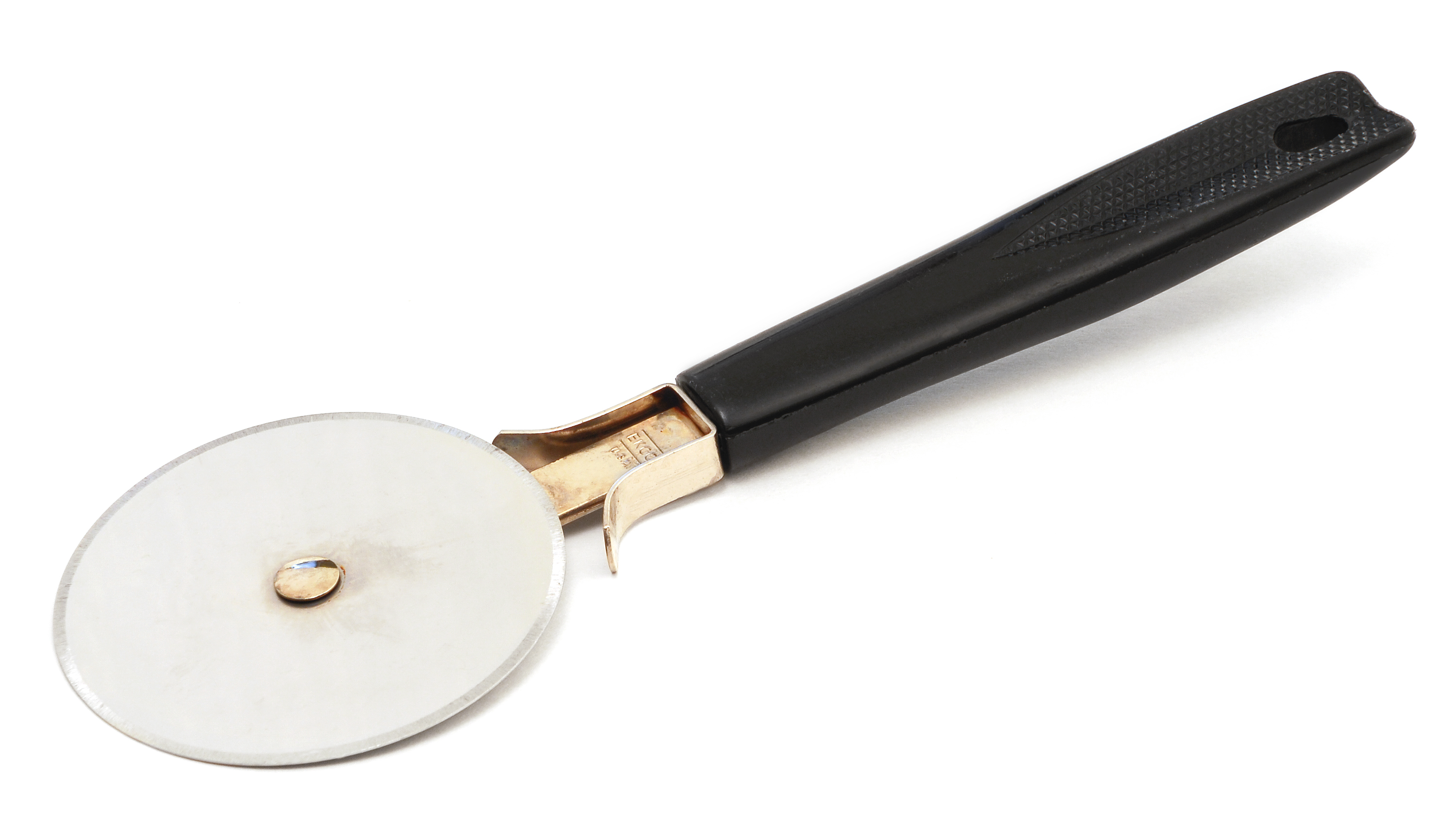
Tallador de pizza en forma de roda.

Un tallador de pizza (o roda de pizza) és un estri que s'utilitza per a tallar pizzes.

## Varietats
Hi ha dos tipus principals de talladors de pizza.
Els usos més comuns són una roda que gira circularment mentre una persona mou el tallador en la direcció en què vol tallar la pizza. L'altre tipus és un ganivet torçut gran anomenat mezzaluna (en italià "mitja lluna"), el qual es mou enrere i endavant per tallar la pizza. Aquests dos tipus de talladors de pizza poden tenir moltes mides diferents. Alguns tipus de mezzalunas (particularment el de doble afilat) són utilitzats a vegades per a trinxar herbes o picar verdures.